# Janet Arnold
Janet Arnold (née le 6 octobre 1932 à Bristol, et décédée le 3 novembre 1998) est une costumière, styliste, conservateur, enseignante et autrice britannique. Elle s'est fait connaître avec sa revue intitulées Patterns of Fashion, des patrons à l'échelle précise, de costumes de scènes commandés par les musées et les théâtres. Historienne de mode vestimentaire, Janet Arnold a écrit de nombreux livres dont Queen Elizabeth's Wardrobe Unlock'd et A Handbook of Costume, un livre qui retrace les principales sources d'études des costumes d'époques.
Janet Arnold a été récompensé en 1998, lors de la cérémonie d'inauguration du théâtre classique Sam Wanamaker Award.
Elle a apporté son soutien à la fondation de l'organisation The Costume Sociéty. Après sa mort, la Société des antiquaires de Londres dont elle était membre, a créé une bourse à son nom.

## Biographie
Janet Arnold est née à Duncan House, sur Clifton Down Road à Bristol en Angleterre le 6 octobre 1932. Son père Frederick Charles Arnold travaillait dans une quincaillerie et sa mère Adeline Arnold, était nourrice. Elle est inscrite a la Red Maids' School et éprouve un intérêt certain pour les vêtements inspirés de l'uniforme de l'école pour orphelins.
Janet Arnold a étudié à la West of England College of Art et obtient son diplôme national, avant de décrocher son diplôme de professeur d'art à l'Université de Bristol en 1954.
Janet Arnold est maître de conférences au Hammermith Day Collège de 1955 à 1962, date à laquelle elle obtient un poste de maître de conférences au Avery Hill College of Education, qu'elle occupe jusqu'en 1970.
En 1971, elle intègre la West Surrey School of Art and Design à temps partiel, comme chargée de cours de recherche. Et en 1978, au Royal Holloway College au département d'études du théâtre dramatique.
Lors de la confection de ses costumes, Janet Arnold avait à cœur de photographier toutes les parties de la robes tout au long de sa fabrication. Elle a légué à la School of Historical Dress un nombre impressionnant de diapositives (estimé à plus de 300 000) soutenues par des notes et un film  N & B.

## Œuvres
Janet Arnold s'est fait connaître à la parution de ses livres dont la série de revues Patterns of Fashion, vol.1 : 1660-1860 et Patternes of Fashion, vol. 2 :1860 - 1940 comprenant un grand nombre de patrons de couture décrivant l'évolution de la mode sur deux volumes entre 1660 et 1940, avec des détails cruciaux sur la confection, dessinées avec précision à l'échelle. Ces livres référencés comme bases de travail, sont des ouvrages très appréciés par les musées, les théâtres, les groupes de reconstitutions historiques et les étudiants.
Elle a ensuite composé  A Handbook of Costume, un guide complet des sources de recherches sur le thème de l'étude des costumes d'époques,. 
Son travail a permis de garantir l'exact reproduction des costumes pour le cinéma et la télévision, ainsi qu'à s'assurer que les musées possédaient les répliques exactes des tenues d'époques. À la fin des années 1970 et tout au long des années 1980, Janet Arnold a travaillé sur son opus Queen Elizabeth's Wardrobe Unlock'd.

## Postérité
Au cours des années 1980, Janet Arnold est nommée assistante honoraire de recherches puis, chercheur honoraire au Royal Holloway College. En 1981, elle devient membre de la Society of Antiquaries of London. Elle a reçu le premier prix Sam Wanamaker en juillet 1998 avec Mark Rylance.
Elle est décédée d'un lymphome chez elle à Londres le 2 novembre 1998. Elle travaillait sur des costumes pour le Théâtre Royal de Bristol et le Mermaid Theatre deux jours plus tôt.
La Society of Antiquaries of London a créé en son honneur, une bourse de recherche qui accorde des subventions annuelles pour approfondir l'étude de l'histoire de la robe et des matériaux de confection. La Costume Society, que Janet Arnold a contribuer à fonder, décerne un prix annuel de 500 £ en sa mémoire, à un étudiant qui a produit un costume confectionné à partir d'un de ses livres,.
En mai 2020, les droits sur les livres épuisés Patterns of Fashions 1-4 détenus par Macmillan Publishing sont transmis à the School of Historical Dress. L'École réédite les œuvres collectées avec une parution prévue en 2021.

## Crédit d'auteurs
- (en) Cet article est partiellement ou en totalité issu de l’article de Wikipédia en anglais intitulé « Janet Arnold » (voir la liste des auteurs).